# Pożegnanie z Afryką (przedsiębiorstwo)
Pożegnanie z Afryką – pierwsza polska franchisingowa sieć sklepów z kawą.
Firma została założona w 1992 w Krakowie. W 1993 zostały otwarte pierwsze sklepy franchisingowe we Wrocławiu i w Warszawie. W kolejnym roku krakowski sklep został rozbudowany o pijalnię kawy. W 1995 sklepów było już w całej Polsce dziewięć. W 1996 firma rozbudowała się o własną palarnię kawy. W grudniu 2002 pojawiła się galeria przedmiotów artystycznych zainspirowanych kawą.
Obecnie sieć tworzy 17 sklepów i pijalni. W czerwcu 2008 został uruchomiany sklep internetowy. Pożegnanie z Afryką to również kolekcja kilku tysięcy przedmiotów związanych z kawą (palarni, młynków, ekspresów, zaparzaczy, reklam, pocztówek i rycin). Kolekcję można oglądać w sklepach w całym kraju.